# Mary Harris Jones
Mary Harris Jones, nota come Mother Jones, (Cork, 1º maggio 1837 – Silver Spring, 30 novembre 1930), è stata una sindacalista e operaia statunitense di origine irlandese, membro dell'IWW.

## Biografia
Mary Harris nacque a Cork, in Irlanda, il 1º maggio del 1837: nella sua Autobiografia, scritta nel 1925, ella però affermò di essere nata sette anni prima per poter vantare una particolare longevità; c'è inoltre chi afferma che abbia inventato ad arte la sua nascita nel giorno simbolico della Festa dei lavoratori: certo è che venne battezzata il 1º agosto. Discendeva da contadini poveri: il nonno paterno fu impiccato da soldati del Regno Unito, perché combattente per l'indipendenza irlandese come il figlio Richard, che nel 1835 decise di emigrare da solo negli Stati Uniti d'America, a Monroe, nel Michigan.
Presa la cittadinanza, poté farsi raggiungere nel 1838 dalla moglie e dai tre figli (di Richard) a Toronto, in Canada, dove allora lavorava come operaio delle ferrovie e dove Mary studiò in una scuola per maestre elementari e dove imparò anche il mestiere di cucitrice. La famiglia tornò a Monroe e Mary trovò impiego in una scuola che lasciò per aprire una sartoria a Chicago, preferendo «cucire che comandare bambini piccoli». Tornò però a insegnare in una scuola di Memphis, nel Tennessee, dove conobbe e sposò nel 1861 George Jones, sindacalista e operaio metallurgico.

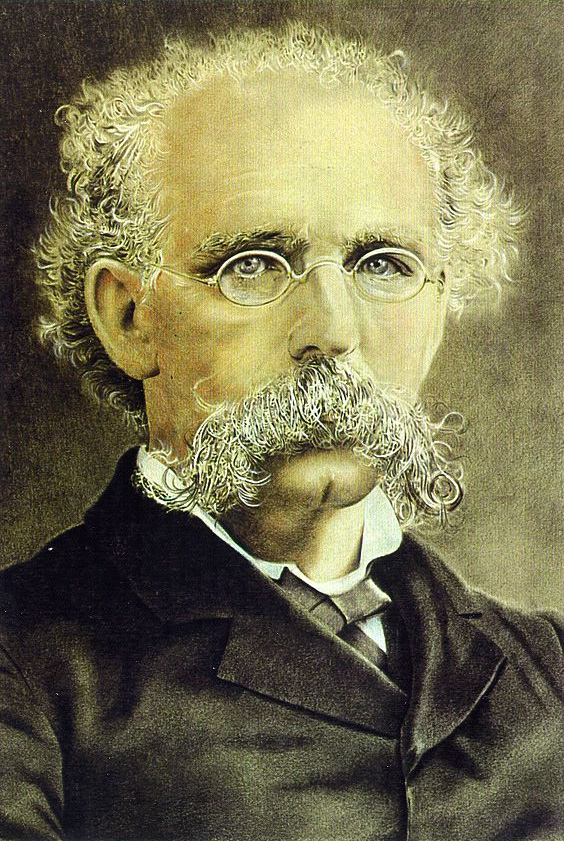
Terence Powderly, leader dei Knights of Labour

Nel 1867 morirono sia il marito che i suoi quattro figli a causa di un'epidemia di febbre gialla: si trasferì allora a Chicago, riaprendo con una socia un'altra sartoria. Lavorando per la ricca clientela di Chicago, poté notare «il lusso e la stravaganza della loro vita. Spesso cucendo nelle case dei signori e baroni che vivevano nella magnificenza della Lake Shore Drive, potevo vedere dai vetri delle loro finestre i poveri, disoccupati e affamati, camminare rabbrividendo dal freddo sul lungolago congelato. Il contrasto della loro condizione con le comodità godute della gente per la quale cucivo, mi era molto doloroso».
La sartoria fu distrutta nel grande incendio che devastò la città nel 1871. Perduta la casa e il lavoro, s'impegnò nel movimento sindacale operaio e s'iscrisse tra i Knights of Labour (I cavalieri del lavoro), organizzazione di lavoratori fondata nel 1869 a Filadelfia, fino al 1878 strutturata come una società segreta, sulla scorta delle logge massoniche, e poi divenuta il più influente sindacato degli Stati Uniti. Nelle loro file i Knights accoglievano anche le donne e i neri, teorizzavano l'amore fraterno e la solidarietà verso tutti gli esseri umani, e la possibilità di fondare collettività di lavoro sull'esempio dei socialisti utopisti europei.
Mary Jones non credeva alla possibilità di successo di questo genere di cooperative di lavoro che pretendevano di essere completamente autosufficienti e di rappresentare il modello di una nuova società: nel 1893 fu invitata a far parte di una di queste organizzazioni, la colonia agricola «John Ruskin», fondata dal socialista Julius Wayland nel Tennessee. Rifiutò, sostenendo che «bisogna avere la religione per fare una colonia di successo, e il lavoro non è ancora una religione». Ritenendo che ai lavoratori fosse innanzitutto necessaria un'istruzione e una voce in difesa dei loro interessi, due anni dopo aiutò il Wayland a fondare, a Kansas City, il giornale «Appeal to Reason».
Uno dei primi scioperi dei quali si occupò come sindacalista fu quello degli operai della Baltimore and Ohio Railroad nei primi anni Settanta. Presto entrarono in azione i provocatori, «teppisti pagati dagli uomini d'affari di Pittsburgh», che crearono disordini danneggiando materiale ferroviario per incolpare gli scioperanti: «Sapevo, come tutti sapevano, chi realmente avesse commesso il crimine di bruciare le proprietà della ferrovia. Lì per lì ho imparato che sono i lavoratori a dover portare la croce per i peccati altrui, devono essere loro le vittime sacrificali dei torti fatti dagli altri».
Negli Stati Uniti d'America era l'epoca, immediatamente successiva alla fine della Guerra civile, della formazione dei grandi complessi industriali a carattere monopolistico di fronte ai quali s'inchinava anche il potere politico: «Di pari passo con la crescita delle fabbriche e l'espansione delle ferrovie, con l'accumulazione del capitale e la crescita delle banche, venne la legislazione contro i lavoratori. Vennero gli scioperi. Venne la violenza. Venne la convinzione nei cuori e nelle menti dei lavoratori che le leggi sono fatte a favore degli industriali».
Così, per esempio, «Lo Stato del Colorado non apparteneva alla Repubblica, ma al Colorado Fuel and Iron Company, alla Victor-Company e alle loro filiali. Il governatore era il loro agente. La milizia sotto Bell li serviva. Ogni volta che i padroni dello Stato dicevano al governatore di abbaiare, egli uggiolava come un cane furioso. Ogni volta che dicevano ai militari di mordere, essi mordevano». Nei conflitti sociali, la grande stampa che, controllata del monopolista Heart, condizionava l'opinione pubblica, si schierava invariabilmente contro le richieste dei lavoratori.
Dal 1880 in poi la Jones si dedicò completamente alla lotta sindacale. La grande immigrazione dall'Europa aveva creato nelle maggiori città statunitensi affollate baraccopoli dove, in mancanza di una legislazione sociale, i datori di retribuzione offrivano bassi salari in cambio di un lungo impiego dalla forza lavoro degli emigrati, che erano costretti ad accettare per sopravvivere: in questo modo anche i lavoratori statunitensi vedevano diminuire le loro retribuzioni, se pure non perdevano il lavoro. Proteste, scioperi, richieste della giornata lavorativa di otto ore, erano represse dalla polizia, mentre il «Chicago Tribune», l'organo degli industriali, consigliava ironicamente di avvelenare, come fossero parassiti, i disoccupati che si trascinavano nelle periferie industriali.

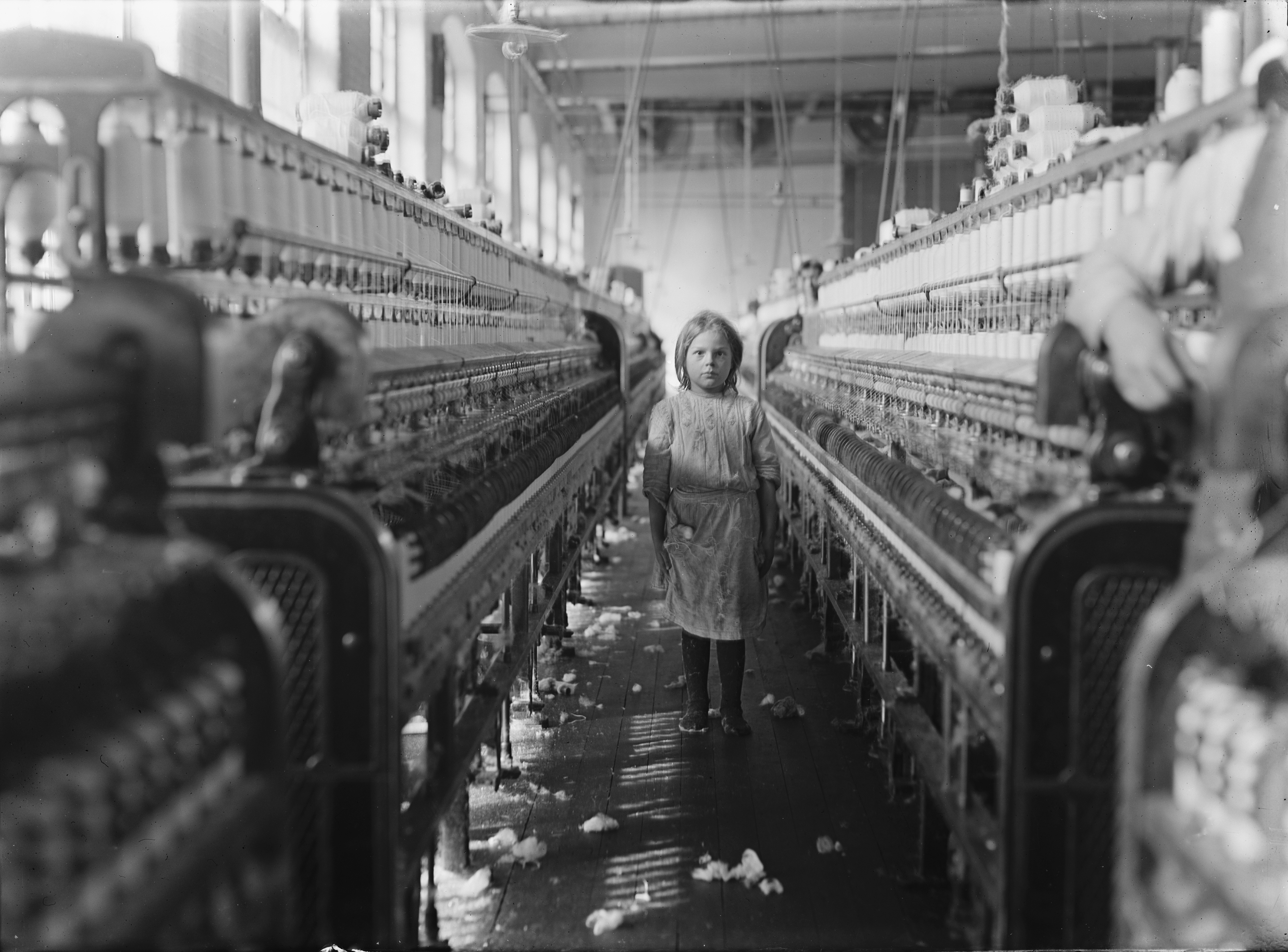
Un'operaia bambina di una filanda statunitense, 1908

In questo torbido clima il 4 maggio 1886 maturò a Chicago la tragedia di Haymarket, dove durante una manifestazione di protesta per l'uccisione di due operai da parte della polizia, un provocatore lanciò una bomba contro i reparti di polizia, uccidendo un poliziotto: nella reazione incontrollata, altri sette poliziotti rimasero uccisi dal fuoco degli stessi colleghi. Otto anarchici, emigrati tedeschi, furono ingiustamente accusati della strage e impiccati l'11 novembre 1887. Organizzò scioperi e manifestazioni di operaie e di figli di lavoratori in lotta nelle più diverse località degli Stati Uniti d'America: nel 1902 il procuratore della Virginia, Reese Blizzard, la fece arrestare con l'accusa di organizzazione di pubbliche riunioni di minatori in scioperi, qualificandola «la donna più pericolosa degli Stati Uniti d'America».
Nel 1903 Mother Jones organizzò una marcia di bambini operai delle fabbriche e delle miniere di Kensington, in Pennsylvania. Raggiunsero a Oyster Bay, vicino a New York, la residenza del presidente Theodore Roosevelt, esibendo scritte e slogan del tipo «Vogliamo giocare!» e «Vogliamo andare a scuola!». Il presidente rifiutò di ricevere i manifestanti e tuttavia questa protesta contribuì a porre il problema del lavoro minorile di fronte all'opinione pubblica. Lei stessa descrive così il lavoro dei bambini in una filatura di cotone nel 1906: «Bambine e bambini, a piedi nudi, andavano e venivano tra interminabili file di fusi, avvicinando alle macchine le manine scarne per riannodare i fili spezzati.
Si rannicchiavano sotto le macchine per oliarle. Giorno e notte, notte e giorno, cambiavano i fusi. Bambini di sei anni dal volto di vecchi di sessanta, lavoravano otto ore al giorno per dieci centesimi. Quando si addormentavano, venivano risvegliati lanciandogli in faccia acqua fredda e la voce del direttore tuonava sopra il fracasso continuo delle macchine». Partecipò nel 1905 alla fondazione dell'Industrial Workers of the World e aderì al Partito Socialista d'America.
Nel 1913, durante uno sciopero di minatori, la Jones fu arrestata in Virginia con l'accusa, in partecipazione con altri sindacalisti, di tentato di omicidio. L'arresto provocò una tale tempesta di proteste da costringere le autorità a rilasciarla, mentre il Senato ordinò un'inchiesta sulle condizioni di lavoro nelle miniere di carbone.
Due mesi dopo fu ancora arrestata durante uno sciopero di minatori del Colorado. Dopo il massacro di Ludlow incontrò John Davison Rockefeller in persona, convincendolo a introdurre qualche miglioramento nelle condizioni di lavoro degli operai. Mary Jones non guardò mai con simpatia al movimento femminista del suo tempo, in parte perché questo, composto in grande maggioranza di donne della piccola e media borghesia, non si interessava delle lotte sindacali operaie, in parte per la sua stessa educazione ricevuta, nella quale non si erano mai messo in discussione i differenti ruoli sociali riservati a donne e uomini.
Così, rifiutò di battersi per il diritto di voto alle donne: «Non ho mai avuto diritto al voto - disse a una manifestazione di suffragette - eppure ho scatenato l'inferno in tutto il paese [...] sono due generazioni che le donne del Colorado hanno il voto, eppure uomini e donne della classe operaia versano in schiavitù». La sua idea del ruolo della donna nella società era quella tradizionale dell'«angelo del focolare» e dell'educatrice dei figli: «È questa la loro missione più bella. Se gli uomini guadagnassero abbastanza, non sarebbe necessario che le donne trascurassero la casa e i bambini per aumentare le entrate». Mother Jones continuò a lottare per tutta la vita e a essere perseguita dalla magistratura statunitense per «sedizione». Nel 1925 perse la causa contro l'editore del Chicago Times e fu condannata a una forte ammenda; quell'anno stesso sparò a due malviventi che si erano introdotti in casa sua e uno di essi morì per le ferite: arrestata, fu poi rilasciata essendole stata riconosciuta la legittima difesa e l'inchiesta accertò che i due agivano agli ordini di un uomo d'affari. Ancora nel 1925 pubblicò la sua autobiografia.
Passò gli ultimi anni nel Maryland, morendo a Silver Spring nel 1930: fu sepolta nel cimitero del sindacato dei minatori a Mount Olive, nell'Illinois, accanto alle tombe degli operai uccisi dalla polizia durante gli scioperi di Virden (Illinois), nel 1898. La sua fama superò le frontiere. Trotskij scrisse di lei: «L'autobiografia della Jones, l'ho letta con vero piacere. Descrivendo le lotte operaie, condensate e spogliate da ogni pretenziosità letteraria, Jones mostra lo spaventoso quadro dei bassifondi del capitalismo statunitense della sua democrazia. Non si può leggere, senza fremere e maledire, le sue descrizione dello sfruttamento e del degrado dei bambini nelle fabbriche».